# San Marino CEPU Open 2006
Il San Marino CEPU Open 2006 è stato un torneo di tennis facente parte della categoria ATP Challenger Series nell'ambito dell'ATP Challenger Series 2006. Il torneo si è giocato a San Marino nella Repubblica di San Marino dal 7 al 13 agosto 2006 su campi in terra rossa.

## Vincitori

### Singolare
Albert Montañés ha battuto in finale  Sergio Roitman con il punteggio di 7–6(5), 6(5)–7, 6–3.

### Doppio
Máximo González /  Sergio Roitman hanno battuto in finale  Jérôme Haehnel /  Julien Jeanpierre con il punteggio di 6–3, 6–4.